# اچ‌ام‌ای‌اس آلو کم
اچ‌ام‌ای‌اس آلو کم (به انگلیسی: HMAS Olive Cam) یک کشتی است که طول آن ۱۲۸٫۵ فوت (۳۹ متر) می‌باشد. این کشتی در سال ۱۹۲۰ ساخته شد.